# Копытов, Валерий Матвеевич
Валерий Матвеевич Копытов — российский математик, доктор физико-математических наук, профессор.

## Биография
Родился 26 сентября 1941 г. в Свердловске. Окончил математико-механический факультет Уральского госуниверситета по специальности «Математика» (1963, с отличием) и его аспирантуру (1965).
С того же года работал в лаборатории алгебраических систем Института математики Сибирского отделения АН СССР / РАН: младший, старший (1969), ведущий научный сотрудник (с 1987).
В Новосибирском государственном университете: ассистент (1965), доцент (1966), профессор (с 1988) кафедры алгебры и математической логики. Преподаватель кафедры математики, профессор кафедры математических наук ММФ и СУНЦ НГУ, зам. директора (1992—2013) СУНЦ НГУ. Читал курсы: «Высшая алгебра», «Высшая математика», «Математический анализ», «Алгебра и приложения».
Учёный в области упорядоченных алгебраических систем (групп и матричных групп). Научные достижения:
- Доказал, что свойство доупорядочиваемости не переносится на подгруппу, решив тем самым задачу А. И. Мальцева.
- Доказал алгоритмическую разрешимость проблемы вхождения в конечно-порождённые разрешимые группы матриц.
- Получил ряд основополагающих результатов в теории линейно упорядоченных групп и теории многообразий решёточно упорядоченных групп и алгебр Ли;
- Доказал теорему об упорядочиваемости группы внутренних автоморфизмов упорядочиваемой группы;
- Дал описание свободных объектов в произвольных многообразиях l-групп;
- Доказал о-аппроксимируемость нильпотентных l-групп.
- Построил первый пример многообразия неабелевых l-групп, в которых всякая разрешимая подгруппа — абелева.

Учёные степени:
- кандидат физико-математических наук, тема диссертации «Некоторые вопросы теории упорядоченных групп» (1965);
- доктор физико-математических наук, тема диссертации «Многообразие решёточно упорядоченных групп и решёточно упорядоченных алгебр Ли» (1987);

Учёные звания:
- доцент кафедры алгебры и математической логики (1968);
- профессор кафедры алгебры и математической логики (1991).

Скончался 27 ноября 2022 года.
Соавтор монографий, изданных на английском языке:
- Fully ordered groups. — New Work : J. Wiley, 1974. — 147 p. — A. I. Kokorin and V. M. Kopytov.
- Right Ordered Groups , Plenum Pub . Co. , 1996 .V.M. Kopytov, N.Ya. Medvedev. Springer Science & Business Media, 30 апр. 1996 г. — Всего страниц: 250
- V. M. Kopytov, N. Y. Medvedev, The theory of lattice-ordered groups, Springer Science and Business Media, Dordrecht (2013).
- V. M. Kopytov and N. Ya. Medvedev, The Theory of Lattice-Ordered Groups, Mathematics and its Applications 307, Kluwer Academic Publishers, 1994.

Сочинения:
- Решеточно упорядоченные группы / В. М. Копытов. — М. : Наука, 1984. — 320 с.; 22 см. — (Соврем. алгебра).
- Неабелево многообразие l-групп, в котором каждая разрешимая L-группа абелева / В. М. Копытов. — Новосибирск : ИМ, 1984. — 53 с.; 20 см. — (Препринт. / АН СССР, Сиб. отд-ние, Ин-т математики. N54).
- Правоупорядоченные группы / Валерий М. Копытов, Николай Я. Медведев. — Новосибирск : Науч. кн., 1996. — 246 с.; 20 см. — (Сибирская школа алгебры и логики).; ISBN 5-88119-005-X :
- Линейно упорядоченные группы [Текст] / А. И. Кокорин, В. М. Копытов. — Москва : Наука, 1972. — 199 с.; 20 см. — (Современная алгебра).
- В. М. Копытов, О линейно упорядоченных разрешимых группах, Алгебра и логика, 12, N 6 (1973), 655—666
- Копытов В. М., Разрешимость проблемы вхождения в конечно порождённые разрешимые группы матриц над полем алгебраических чисел. Алгебра и логика, 1968, 7, № 6, 53-63